# 其仁旺其格
其仁旺其格（1952年—），蒙古族，中华人民共和国政治人物、第十一届全国政协委员。
担任内蒙古医学院第一附属医院蒙医科主任。2008年，当选第十一届全国政协委员，代表医药卫生界，分入第四十五组。